# Єврейсько-слов'янські діалекти та регістри
Єврейсько-слов'янські діалекти та регістри  (Кенааніт, Хааніт, Кнааніт, Qna'anith; Leshon Knaan, самоназв. Lešoneynu «наша мова») — умовна назва кількох діалектів і регістрів слов'янських мов, на яких говорили євреї, які жили у Середньовіччя в слов'янських країнах. Всі відомі єврейсько-слов'янські діалекти були витіснені їдишем або оточуючими слов'янськими мовами до кінця Середньовіччя.
Найбільш відомий єврейсько-чеський варіант старочеської мови (Кенааніт або Lešoneynu «наша мова») на якому говорили богемські та моравські євреї до масового напливу їдишськомовних ашкеназів з Німеччини і потім переселення і тих, і інших на схід та північний схід в межі Речі Посполитої. Однак нічого не відомо про його відмінності від мови навколишнього населення. Швидше за все, як і у випадку з іншими середньовічними єврейськими мовами Європи, відмінності були мінімальні і обмежувалися вкрапленням давньоєврейських й арамейських слів та використанням єврейського алфавіту.
Є відомості про існування євреїв в Київській Русі, які, можливо, також говорили на єврейському варіанті давньоруської мови в XI–XIII століттях, і можливо аж до XV століття. Водночас, через те що давньоруські євреї походили основним чином з Хозарії, їх розмовною мовою могла бути і хозарська мова, що побічно підтверджується Київським листом.

## Назва та походження
Назва кнааніт (англ. Knaanic) пов'язана з позначенням слов'янських країн терміном Qna'an (др.-євр. כנען, воно також здавна позначає Палестину — Ханаан), яке трапляється в єврейських текстах (наприклад, Веніамін Тудельський в XII столітті називає Давньоруську державу «Земля Ханаан»). Причина подібного ототожнення може бути у значенні «Землі обітованої» — гідної для життя, святої місцевості.
Ізраїльський лінгвіст Пауль Векслер на противагу поглядам Макса Вайнрайха про пізні слов'янські запозичення в їдиші висунув гіпотезу про слов'янське (лужицьке) походження мови їдиш за допомогою германізації кнааніта.

## Ідентифікація
Можливий ранній приклад кнаанської дається в листі IX століття на адресу єврейської громади Русі.
Найчастіше приймаються як кнаанські написи, ті, які зроблені на монетах виданих Мешком III Старим та Лешком Білим, польськими лідерами XII та XIII століття.

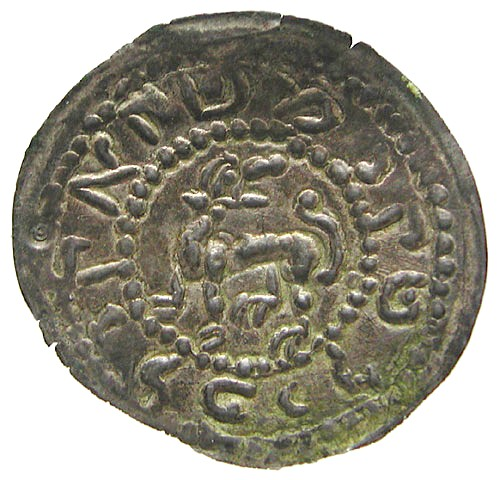
Монета карбування Мешка III.
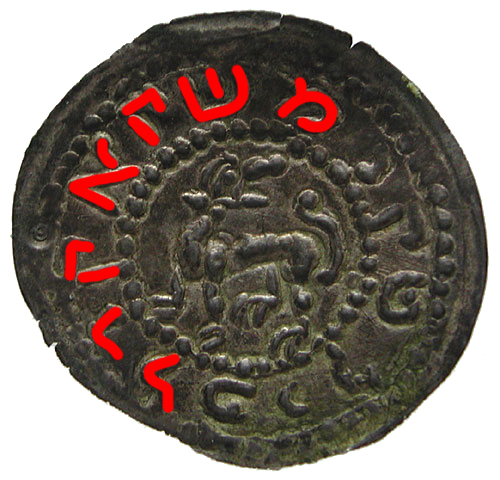
Кнаанська (за винятком власного імені) виділена.

| Кнаанська              | משקא קרל פלסק        |
| Переклад латиною       | mškɔ krl plsk        |
| Польська інтерпретація | Mieszko, król Polski |
| Переклад українською   | Мешко, король Польщі |

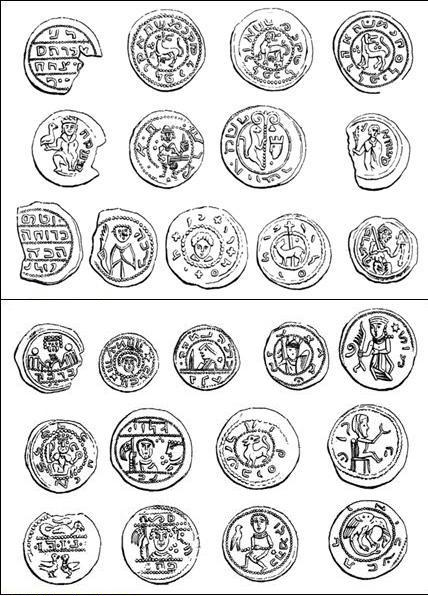
Монети польських євреїв

Написи на монетах коливаються в широких межах. Деякі з них — єврейські імена, можливо, майстра карбування. Деякі з них є назвою міста, в якому знаходився монетний двір, наприклад, Каліш; місце поховання Мешко Старого. Деякі з них мають ім'я князя. Один в Національному банку нумізматичної колекції Польщі містить слово «Браха», благословення на івриті.